# Ⱶ
Ⱶ – litera opracowana, wraz z Ↄ i Ⅎ, przez Klaudiusza w ramach propagowanej przez niego reformy alfabetu łacińskiego, używana tylko za jego panowania.

## Znaczenie
Litera miała oznaczać dźwięk pośredni między i a u, np. w słowach optumus (optⱶmus) i maxumus (maxⱶmus).

## Kodowanie komputerowe
Ⱶ w unikodzie począwszy od wersji 5. kodowana jest:
| Znak | Unikod | Nazwa unikodowa             |
| ---- | ------ | --------------------------- |
| Ⱶ    | U+2C75 | LATIN CAPITAL LETTER HALF H |
| ⱶ    | U+2C76 | LATIN SMALL LETTER HALF H   |

## Podobne litery
Ⱶ jest podobne do:
- greckiej litery heta (Ͱͱ),
- koreańska litera a (ㅏ).